# Principado de Múrom
El principado de Múrom fue un principado medieval de la Rus de Kiev con centro en la ciudad de Múrom, actual óblast de Vladímir, Rusia. Múrom se ubicaba en un área mayoritariamente ugrofinesa durante la historia medieval, al estar habitado por los muromianos. En 1392 fue incorporado al Principado de Moscú.

## Historia
Parece haber habido un importante asentamiento finés en el siglo IX, junto a una presencia arqueológica escandinava notable desde el siglo X, evidenciado por el descubrimiento de espadas francas, un broche de concha y una empuñadura de espada.
La Crónica de Néstor alega que Múrom cayó bajo control de la Rus en el siglo VIII. Gleb Vladímirovich, hijo de Vladímir el Grande, gobernaba el principado a principios del siglo XI. Múrom fue parte del territorio del principado de Chernígov a finales del siglo XI, controlado por el clan Sviatoslávichi, los descendientes de Yaroslav I el Sabio; probablemente fue retenido por Vsévolod Yaroslávich incluso luego de que este príncipe de Chernígov se convirtiera en gran príncipe en 1076.
Oleg Sviatoslávich, nieto de Yaroslav y príncipe de Chernígov, gobernó Múrom como posádnik a principios de la década de 1090, y fue reconocido como parte de la esfera de influencia de Oleg en el consejo de Liubech en 1097. Aquí el hermano de Oleg, David, fue designado cogobernador de Chernígov, y las tierras de Oleg fueron repartidas entre Oleg, David y su hermano Yaroslav; este último obtuvo Múrom junto con la antigua Riazán.
Múrom parece haber sido destruida o al menos devastada por la invasión mongola de Rusia en 1237-8. Batú Kan llegó a la frontera de la antigua Riazán en el invierno de 1237 y demandó tributo de los príncipes de Riazán, Múrom y Pronsk. La demanda fue rechazada, a lo cual le siguió la devastación de estas tierras.
En 1392 Basilio Dimítrievich, príncipe de Moscovia y gran príncipe de Vladímir, obtuvo una patente del kan Toqtamish autorizando la anexión del principado de Múrom, junto a los principados de Nizhni Nóvgorod y Gorodéts.

## Príncipes
- Yaroslav Sviatoslávich, 1097–1129
- Yuri Yaroslávich, 1129–1143
- Sviatoslav Yaroslávich, 1143–1145
- Rostislav Yaroslávich, 1145–1147
- Vladímir Sviatoslávich, 1147–1149
- Rostislav Yaroslávich (segunda vez), 1149–1155
- Vladímir Sviatoslávich (segunda vez), 1155–1161
- Yuri Vladímirovich, 1161–1174
- David Yúrievich, 1174–?
- Vladímir Yúrievich, ?–1203
- Ígor Yúrievich, 1203–?
- Yuri Davídovich, ?–1237
- Yaroslav Yúrievich, 1237–?

Tras el reinado de Yaroslav y la destrucción de Múrom por los mongoles, los príncipes de Múrom desaparecieron durante cerca de un siglo:
- Vasili Yaroslávich, ?–1344
- Yuri Yaroslávich, 1344–1353
- Fiódor Glébovich, 1353– 1392